# Caribaeohypnum
Caribaeohypnum là một chi rêu trong họ Hypnaceae.